# Lucky Luke (tegnefilmserie)
 For alternative betydninger, se Lucky Luke (flertydig). (Se også artikler, som begynder med Lucky Luke)
Lucky Luke er en fransk-amerikansk tegnefilmserie baseret på Morris' western-tegneserie af samme navn. Serien består af to sæsoner med 26 afsnit hver.
Den første sæson havde premiere på France 3 (FR3) i Frankrig 15. oktober 1984. Den blev instrueret af Morris samt Joseph Barbera og William Hanna, idet den blev produceret i et samarbejde mellem amerikanske Hanna-Barbera, franske Gaumont og FR3. Den anden sæson fulgte i 1991-1992. Den var instrueret af Morris og Philippe Landrot og produceret af FR3 og de to franske selskaber IDDH og Dargaud Films.
De første 26 afsnit har været vist på DR1 med dansk tale og er senere udgivet på dvd men nyoversat og nyindtalt. De sidste 26 afsnit blev vist i starten af 1990'erne med dansk tale på den kodede TV-kanal Filmkanalen, der sendte i Hovedstadsområdet. De samme afsnit blev derudover vist på kanalen Filmnet, som var satellit- og kabel-tv-baseret. I disse sidste 26 afsnit overtog Thomas Mørk rollen som Lucky Luke, en rolle som Ove Sprogøe ellers havde haft gennem stort set hele den første sæson.

## Afsnit
Tegnefilmserien består af to sæsoner med hver 26 afsnit, i alt 52 afsnit. Alle afsnit er baseret på tegneserier tegnet af Morris efter manuskript af ham selv, René Goscinny med flere. I alt dækker serien samtlige tegneseriealbum fra 1951 (Falskspilleren) til 1988 (Pony-Ekspressen) med undtagelse af Pyskopater på slap line (La guérison des Daltons) og Kejser Smith (L’empereur Smith). Desuden mangler Daisy Town, men dette album er til gengæld selv baseret på den første lange tegnefilm med Lucky Luke fra 1971. Til gengæld omfatter anden sæson så nogle korte historier. En sælgers brød og Besvær ved Platte River er således baseret på to historier fra albummet En stakkels ensom cowboy, mens Riskrigen og En udfordring til Lucky Luke stammer fra samlingen Riskrigen.
Før starten på den første sæson blev tre afsnit fra den, Dalton-brødrene i den kolde sne, Ma Dalton og Dalton-brødrene forbedrer sig, sat sammen til biograffilmen Dalton-brødrene På Flugt (Les Dalton en cavale). Den havde premiere i 1983. Da tegnefilmserien blev sendt året efter, blev de atter splittet op i tre afsnit svarende til de tre tegneseriealbum, de var baseret på.
| - 1. Ma Dalton (Ma Dalton) - 2. Grønskollingen (Le pied tendre) - 3. Dalton-brødrene i den kolde sne (Les Dalton dans le blizzard) - 4. Mississippi (En remontant le Mississipi) - 5. Calamity Jane (Calamity Jane) - 6. Dalton-brødrene forbedrer sig (Les Dalton se rachètent) - 7. Spor over prærien (Des rails sur la prairie) - 8. Lange Luke (Phil Defer) - 9. Doc Doxey (L'élixir du Docteur Doxey) - 10. De rigtige Dalton-brødre (Hors la loi) - 11. Billy the Kid (Billy the Kid) - 12. Diligencen (La diligence) - 13. Storfyrsten (Le grand duc) - 14. I boretårnets skygge (A l'ombre des derricks) - 15. Dalton-brødrenes skat (Le magot des Dalton) - 16. Den hvide kavaler (Le cavalier blanc) - 17. På sporet af Dalton-brødrene (Sur la piste des Dalton) - 18. Billy the Kid får eskorte (L'escorte) - 19. Slægtsfejden (Les rivaux de Painful Gulch) - 20. Den syngende tråd (Le fil qui chante) - 21. Jesse James (Jesse James) - 22. Pigtråd over prærien (Des barbelés sur la prairie) - 23. De sorte bjerge (Les collines noires) - 24. Dalton City (Dalton City) - 25. Karavanen (La caravane) - 26. Vejen til Oklahoma (Ruée sur l'Oklahoma) | - 27. Spøgelsesbyen (La ville fantôme) - 28. Dommeren (Le juge) - 29. Dalton-brødrenes hævn (L'évasion des Dalton) - 30. Det 20. kavaleri (Le 20ème de cavalerie) - 31. Joss Jamons bande (Lucky Luke contre Joss Jamon) - 32. Nitroglycerin (Nitroglycérine) - 33. Dalton-brødrene i Mexico (Tortillas pour les Dalton) - 34. Pony-Ekspressen (Le Pony Express) - 35. Dusørjægeren (Le chasseur de primes) - 36. Lucky Luke får en kæreste (La fiancée de Lucky Luke) - 37. Sarah Bernhardt (Prima donna) - 38. En sælgers brød (Le colporteur) - 39. En udfordring til Lucky Luke (Défi à Lucky Luke) - 40. Apache-kløften (Canyon Apache) - 41. Penge til Ratata (L'héritage de Rantanplan) - 42. Daily Star (Le Daily Star) - 43. Dalton-brødrenes fætre (Les cousins Dalton) - 44. Dalton-brødrene stikker af (Les Dalton courent toujours) - 45. Falskspilleren (Lucky Luke contre Pat Poker) - 46. Alibiet (L'alibi) - 47. Blåfødderne kommer (Alerte aux pieds bleus) - 48. Den Enarmede Tyveknægt (Le bandit manchot) - 49. Western Circus (Western Circus) - 50. Fingers (Fingers) - 51. Besvær ved Platte River (Passage dangereux) - 52. Riskrigen (La bataille du riz) |